# جيلدا (مغنية)
جيلدا (بالإيطالية: Gilda)‏ هي مغنية إيطالية، ولدت في 31 مايو 1950 في ماسيرانو في إيطاليا.

## وصلات خارجية
- ميريام بيانكي على موقع ميوزك برينز (الإنجليزية)
- ميريام بيانكي على موقع ديسكوغز (الإنجليزية)